# Campo (Francia)
Campo (in corso Campu) è un comune francese di 81 abitanti situato nel dipartimento della Corsica del Sud nella regione della Corsica.

## Società

### Evoluzione demografica
Abitanti censiti